# François Lepelletier
François Lepelletier (* 22. Dezember 1826 in Villedieu-les-Poêles, Département Manche; † nach 1877) war ein französischer Politiker.

## Biografie
Nach dem Studium der Rechtswissenschaft wurde der Doktor der Rechte Gerichtsrat am Kassationshof. Später war er vom 23. November bis zum 12. Dezember 1877 kurzzeitig Justizminister in der Regierung von Premierminister Gaëtan de Rochebouët.
Er wurde 1867 als Ritter der Ehrenlegion ausgezeichnet.